# Hermbstaedtia welwitschii
Hermbstaedtia welwitschii är en amarantväxtart som beskrevs av John Gilbert Baker. Hermbstaedtia welwitschii ingår i släktet Hermbstaedtia och familjen amarantväxter. Inga underarter finns listade i Catalogue of Life.